# Chiesa di San Giovanni Battista (Barano d'Ischia)
La Chiesa di San Giovanni Battista è una chiesa situata a Buonopane, frazione di Barano d'Ischia, in via San Giovanni Battista. È sede parrocchiale ed è dedicata al patrono della frazione.

## Storia
La prima notizia certa dell'esistenza della chiesa, già a quel tempo sede parrocchiale, si trova in un documento del 1486. Il 9 ottobre 1537 il vescovo d'Ischia Agostino Pastineo concede il diritto di patronato sulla parrocchia al patrizio ischitano  Giacomo Antonio Mellusio ed ai suoi eredi. Nel 1692 Il diritto di patronato passò alla famiglia Cervera, che lo mantenne fino al XIX secolo. Negli anni '50 dell'800, la chiesa fu sottoposta ad importanti lavori di restauro. Il terremoto del 1883 lesionò fortemente la volta a botte della chiesa, che venne demolita e sostituita da una copertura costituita da capriate di legno e fogli di lamiera zincata. In ultimo, verso la fine degli anni Cinquanta del '900 la chiesa subì restauri e ampliamenti, che portarono alla realizzazione di una seconda navata sul lato destro e alla costruzione di una nuova copertura in muratura con volta a botte nella navata principale. 

## Descrizione
La chiesa sorge nei pressi della piazza di Buonopane ed è separata dalla strada da un sagrato. La facciata è molto semplice, nella parte superiore ricalca la linea curva della volta a botte della navata centrale, ed è impreziosita da una maiolica e da un portone in bronzo. La maiolica rappresenta al centro San Giovanni Battista fanciullo, a destra la colomba dello Spirito Santo e a sinistra il Battesimo di Gesù. Il portone in bronzo,realizzato nel 2010, è diviso in quattro riquadri raffiguranti episodi della vita del Battista: l'annuncio a Zaccaria, la nascita di San Giovanni Battista, il Battesimo di Gesù e la decollazione di San Giovanni. In alto vi è una raffigurazione di San Giovanni con ali angeliche, ispirata all'iconografia bizantina, mentre in basso sono riportati gli stemmi del vescovo d'Ischia Agostino Pastineo (1534-1548), che concesse  il patronato della parrocchia alla famiglia Mellusi, e del vescovo d'Ischia Filippo Strofaldi (1997-2012). A destra della facciata si innalza il campanile a tre ordini, con l'orologio pubblico. L'interno si presenta a due navate, con pochi stucchi. La navata centrale, coperta da volta a botte, termina in un'abside semicircolare dove si trova l’altare maggiore marmoreo.
Al di sopra dell'altare è collocata l'opera più importante della chiesa: un quadro seicentesco raffigurante San Giovanni Battista, di scuola napoletana e di stile caravaggesco. Il quadro fu donato alla chiesa nel 1886 dal sacerdote Mattia Baldino, come riportava una lapide ora rimossa. 
All'interno della chiesa sono presenti anche alcune pregevoli sculture lignee: la Madonna della Porta della prima metà del XIX secolo, San Giovanni Battista della seconda metà del XIX secolo, e una Madonna del Carmine della stessa epoca. Risalente invece al 1905 ed opera di V. Pedone, una scultura "a manichino" della Madonna Addolorata, vestita di abiti di stoffa ricamati in oro.

## Curiosità
La statua di San Giovanni Battista, in occasione della festa patronale del 24 giugno, viene portata in processione ornata da alcuni grappoli di uva acerba, che simboleggiano la protezione del Santo su quella che, fino agli anni '60 del '900, fu la principale attività economica di Buonopane: la viticoltura. In passato i contadini erano soliti offrire a San Giovanni una parte del proprio mosto, che veniva poi raccolta nella cantina della chiesa e, dopo essere diventato vino, venduto. Il ricavato serviva per la manutenzione della chiesa e per la festa. In paese si raccontavano diverse leggende sulle esemplari punizioni inflitte dal Santo (prima fra tutte la rottura della botte e la perdita della preziosa bevanda) a coloro che negavano l'offerta.
In occasione della festa di San Giovanni Battista, il 24 giugno, e di quella della Madonna della Porta, il Lunedì in Albis, viene eseguita l'antica danza della 'Ndrezzata. Il Lunedì in Albis la danza viene eseguita prima dell’inizio della processione, in presenza della statua della Madonna.